# Benno Sterzenbach
Benno Sterzenbach (* 3. März 1916 in Osnabrück; † 13. September 1985 in Feldafing) war ein deutscher Schauspieler und Regisseur.

## Leben
Sterzenbach erhielt seine Ausbildung von 1935 bis 1937 in Frankfurt am Main. 1937 wurde er an das Stadttheater Aachen verpflichtet, später spielte er unter anderem in Mannheim, Bremen, München, Berlin, Zürich und bei den Bad Hersfelder Festspielen sowie den Salzburger Festspielen.
Seine große Rolle als Theaterschauspieler war die des „Götz von Berlichingen“ bei den Burgfestspielen Jagsthausen neben Ellen Schwiers als Adelheid. Auch im Fernsehen wirkte er in Theaterverfilmungen mit, so in der ersten Fernsehfassung von Der Richter und sein Henker (1957) nach Friedrich Dürrenmatt, in Der Schlaf der Gerechten (1962) nach Albrecht Goes und in Mirandolina (1963) nach Carlo Goldoni wie auch in anderen.
Seine erste Kinorolle spielte er in Wege im Zwielicht (1948) unter der Regie von Gustav Fröhlich. 1960 wirkte er bei einem der ersten Edgar-Wallace-Filme der Nachkriegszeit mit, in Der Rächer. Im gleichen Jahr spielte er auch in dem Straßenfeger Es ist soweit aus der Reihe der Durbridge-Verfilmungen. 1966 gehörte Sterzenbach neben Heinz Reincke zur Besetzung der allerersten deutschen Farb-Fernsehserie, Adrian der Tulpendieb. In dem Film Max, der Taschendieb (1962), mit Heinz Rühmann in der Titelrolle und Arno Assmann als Kriminalkommissar spielte Sterzenbach die Rolle des Verbrechers. 1964 war er neben Hanns Lothar in dem Film Flug in Gefahr zu sehen, der eine ganze Reihe von Flugzeugkatastrophenfilmen nach sich zog. 1966 verkörperte Sterzenbach in der französischen Komödie La grande vadrouille (deutscher Titel Drei Bruchpiloten in Paris) an der Seite von Louis de Funès einen deutschen Major zur Zeit der deutschen Besatzung Frankreichs im Zweiten Weltkrieg. Der Film erreichte ein Millionenpublikum und ist einer der erfolgreichsten der französischen Kinogeschichte.
Großen Bekanntheitsgrad erlangte Sterzenbach durch die Fernsehserie Raumpatrouille als General Winston Woodrow Wamsler. In den 70er Jahren spielte Sterzenbach den Kfz-Meister Karl Brensberger in der Fernsehserie PS – Geschichten ums Auto. Daneben war er in Gastrollen in Fernsehserien wie Die fünfte Kolonne, Derrick und Der Alte zu sehen. Außerdem spielte er in der Jugendserie Unterwegs nach Atlantis eine Doppelrolle als verrückter Alchimist Kelley sowie als Dr. Graf, einem Forscher aus der Zukunft.
Als Synchronsprecher lieh Sterzenbach seine Stimme u. a. Don Ameche (in Columbo), Ned Beatty (in Der Tiger hetzt die Meute), Lou Jacobi (in Das Tagebuch der Anne Frank) und Theodore Bikel (in Besiegter Haß).
Er war in zweiter Ehe mit seiner Schauspielkollegin Almut Rothweiler verheiratet und hatte vier Kinder.
Benno Sterzenbach starb am 13. September 1985 im Alter von 69 Jahren in Feldafing. Sein Grab befindet sich auf dem Friedhof Tutzing, Ilkahöhe.

## Filmografie
- 1948: Wege im Zwielicht
- 1951: Mein Freund, der Dieb
- 1953: Blume von Hawaii
- 1954: John Walker schreibt an seine Mutter (Fernsehfilm)
- 1955: Falsch verbunden (Fernsehfilm)
- 1955: Der Cornet – Die Weise von Liebe und Tod
- 1955: Der Korporal aus Java (Fernsehfilm)
- 1955: Musik im Blut
- 1955: Unternehmen Schlafsack
- 1957: Der Richter und sein Henker (Fernsehfilm)
- 1957: Das heiße Herz (Fernsehfilm)
- 1959: Freddy unter fremden Sternen
- 1960: Einer von sieben (Fernsehfilm)
- 1960: Die Friedhöfe (Fernsehfilm)
- 1960: Es ist soweit (Fernsehsechsteiler, Durbridge-Krimi)
- 1960: Der Rächer
- 1962: Der Schlaf der Gerechten (Fernsehfilm)
- 1962: Der Abstecher
- 1962: Die Feuertreppe (Fernsehfilm)
- 1962: Max, der Taschendieb
- 1963: Mirandolina (Fernsehfilm)
- 1964: Gerechtigkeit in Worowogorsk (Fernsehfilm)
- 1964: König Richard III (Fernsehfilm)
- 1964: Die fünfte Kolonne – Folge: Schattenspiel
- 1964: Flug in Gefahr (Fernsehfilm)
- 1965: Der seidene Schuh (Fernsehmehrteiler)
- 1965: Und nicht mehr Jessica (Fernsehfilm)
- 1965: Tatort (Fernsehfilm)
- 1965: Doktor Murkes gesammelte Nachrufe (Fernsehfilm)
- 1966: Die Ermittlung (Fernsehfilm)
- 1966: Der Fall der Generale (Fernsehfilm)
- 1966: Johannisnacht (Fernsehfilm)
- 1966: Der Fall Jeanne d’Arc (Fernsehfilm)
- 1966: Adrian der Tulpendieb (Fernsehserie)
- 1966: Towarisch (Fernsehfilm)
- 1966: Die Ermittlung (Fernsehfilm)
- 1966: Drei Bruchpiloten in Paris, auch: „Die große Sause“ (La grande vadrouille)
- 1966: Raumpatrouille – Die phantastischen Abenteuer des Raumschiffs Orion (Fernsehserie)
- 1968: Zirkus meines Lebens (Fernsehserie)
- 1968: Hinter den Wänden (Fernsehfilm)
- 1968: Der Vater und sein Sohn (Fernsehserie)
- 1970: Pippi außer Rand und Band (På rymmen med Pippi)
- 1970: Das Brokatpolster (Fernsehserie Die Reiter von Padola)
- 1971: Augenzeugen müssen blind sein (Fernsehfilm)
- 1973: Zwischen den Flügen (Fernsehserie)
- 1975: Der Stechlin (Fernsehmehrteiler)
- 1975: PS – Geschichten ums Auto (Fernsehmehrteiler)
- 1976: Tod der Kolibris (Fernsehserie Derrick)
- 1977: Das Kuckucksei (Fernsehserie Derrick)
- 1978: Die Sträflingsfrau (Fernsehserie Der Alte)
- 1979: Gefangen in Frankreich: Theodor Fontane im Krieg 1870/71 (Fernsehfilm)
- 1979: Ein Mord, den jeder begeht (Fernsehfilm)
- 1980: Die Weber (Fernsehfilm)
- 1982: Das As der Asse (L'as des as)
- 1982: Unterwegs nach Atlantis (Fernseh-/Jugendserie)
- 1983: Hostage
- 1984: Titanic (Fernsehfilm)
- 1985: Erbin sein – dagegen sehr (Fernsehserie)
- 2003: Raumpatrouille Orion – Rücksturz ins Kino (Archivmaterial)

## Hörspiele/Hörbücher (Auswahl)
- 1954: Arthur Miller: Hexenjagd, NWDR – Regie: Fritz Schröder-Jahn
- 1961: Georges Simenon: Maigret und der gelbe Hund, BR – Regie: Heinz-Günter Stamm
- 1961: Heinrich von Kleist: Der zerbrochene Krug (Adam, Dorfrichter) (ORF Salzburg – Bearbeitung und Regie: Alfred Hartner)
- 1962: Brüder Grimm: Von dem Fischer und seiner Frau, BR – Regie: August Everding
- 1963: Arthur Conan Doyle: Silberstrahl (Fitzroy Simpson), BR – Regie: Heinz-Günter Stamm
- 1966: Gerhart Hauptmann: Vor Sonnenuntergang, BR – Regie: Heinz-Günter Stamm
- 1966: Peter Göbbels: Moritat von einem, der rausflog, das Leben zu lernen, BR – Regie: Walter Ohm
- 1967: Otto Heinrich Kühner: Pastorale 67, NDR – Regie: Fritz Schröder-Jahn
- 1969: Dylan Thomas: Unter dem Milchwald – Regie: Raoul Wolfgang Schnell (BR/WDR)
- ? Jules Verne: In 80 Tagen um die Welt, Igel Record – ISBN 3-89353-681-7
- 1978: Enid Blyton: Fünf Freunde als Retter in der Not, BMG Ariola Miller
- 1978: Enid Blyton: Fünf Freunde und das Burgverlies, BMG Ariola Miller
- 1978: Enid Blyton: Fünf Freunde im Zeltlager, BMG Ariola Miller
- ? Sjöwall/Wahlöö: Endstation für neun, Chlodwig
- 1979: Rolf Bohn: Wie das blühende Leben, RB – Regie: Günter Siebert
- 1979: H. G. Francis: Dracula trifft Frankenstein, Europa
- 1979: Jules Verne: Die Kinder des Käpt'n Grant, Europa
- 1983: Witold Gombrowicz: Yvonne, die Prinzessin von Burgund (König), ORF Oberösterreich – Regie: Ferry Bauer

Benno Sterzenbach war auch als Synchronsprecher in der Fernsehserie Die rote Zora und ihre Bande (1979), dem daraus entstandenen Hörspiel und bei den Grusel-Hörspielen um Larry Brent zu hören.

## Auszeichnungen
- 1977: Hersfeld-Preis[1]